# Balamuthia mandrillaris
Balamuthia, Balamuthiidae
Famille
Genre
Espèce
Classification NCBI
Balamuthia mandrillaris est une espèce d'amibes, seule représentante du genre Balamuthia et de la famille des Balamuthiidae.
Identifiée pour la première fois en 1996 dans le cerveau d'un mandrill, elle est un agent (avec les amibes du genre Acanthamoeba) de l'encéphalite amibienne granulomateuse.
Elle infecte l'Homme mais aussi de nombreux mammifères et oiseaux. Les enfants semblent plus particulièrement à risque de développer la maladie.
On compte actuellement environ 150 cas connus d'encéphalite amibienne granulomateuse à Balamuthia mandrillaris à travers le monde, les cas les plus anciens identifiés remontant à 1973. Ce chiffre reflète certainement plus la difficulté à diagnostiquer une maladie peu connue que la réelle ampleur de l'affection.

## Étymologie
Le nom générique Balamuthia a été donné par Govinda Visvesvara (d), d'après son mentor, le parasitologue William Balamuth, pour ses contributions à l'étude des amibes. Visvesvara a isolé et étudié le pathogène pour la première fois en 1993.
L'épithète spécifique mandrillaris fait référence au singe mandrill dans le cerveau duquel cette amibe a été découverte.

## Description
Balamuthia mandrillaris est une amibe hétérotrophe libre, constituée d'un complément standard d'organites entouré d'une paroi cellulaire à trois couches (que l'on pense être constituée de cellulose ou d'un polysaccharide similaire), et avec un noyau cellulaire anormalement grand. En moyenne, un trophozoïte de Balamuthia mesure environ 30 à 120 µm de diamètre. Les kystes se situent également dans cette gamme de dimension.

## Habitat et répartition
Balamuthia mandrillaris est une amibe tellurique, parasite de nombreux mammifères. Sa répartition est ubiquitaire.